# Холдридж, Ли
Ли Элвуд Холдридж (англ. Lee Elwood Holdridge; Пустой шаблон {{ВД-Преамбула}} ) — американский композитор, дирижёр и аранжировщик. Лауреат семи премий «Эмми», обладатель премии Американского общества композиторов, авторов и издателей, номинант премии «Грэмми».
Сын американского биолога Лесли Холдриджа.

## Избранная фильмография

### Фильмы
- «Поп Америка»
- «Повелитель зверей»
- «Мистер мама»
- «Всплеск»
- «Микки и Мод»
- «Мужской клуб»
- «Большой бизнес»
- «В чужие руки: Истории Киндертранспорта»

### Телесериалы
- «Детективное агентство „Лунный свет“»
- «Красавица и Чудовище»
- «Пилоты из Таскиги»
- «Туманы Авалона»
- «Одна жизнь, чтобы жить»
- «Когда зовёт сердце»